# Vanonus brunnescens
Vanonus brunnescens är en skalbaggsart som först beskrevs av Henry Clinton Fall 1901.  Vanonus brunnescens ingår i släktet Vanonus och familjen ögonbaggar. Inga underarter finns listade i Catalogue of Life.